# Testimoni del Libro di Mormon

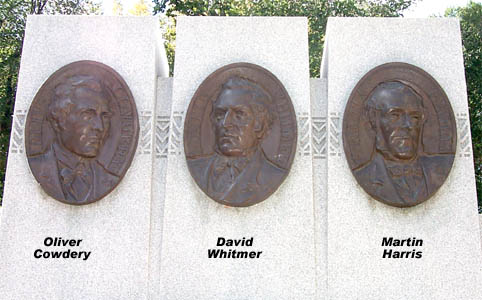
Monumento commemorativo dei tre testimoni del libro di Mormon nella piazza del Tempio di Salt Lake City, Utah

Il Libro di Mormon, uno dei testi sacri del mormonismo, sarebbe stato tradotto dal fondatore Joseph Smith da alcune incisioni su tavole d'oro che sarebbero trovate in seguito ad una visione dell'angelo Moroni. Completata la traduzione nel 1829 e prima della pubblicazione del Libro di Mormon (1830), gli sarebbe stato ordinato dal messaggero celeste di mostrare le tavole d'oro a dei testimoni allo scopo di confermare le dichiarazioni di Joseph Smith sull'esistenza delle stesse. Il 2 maggio del 1838, secondo il racconto del profeta mormone, le tavole d'oro furono restituite all'angelo Moroni.

## I tre testimoni

### Testimonianza nellibro di Mormon
I primi tre testimoni, Oliver Cowdery, Martin Harris e David Whitmer, firmarono una solenne dichiarazione che in seguito fu inserita nel Libro di Mormon, intitolata La Testimonianza dei Tre Testimoni. Quanto segue è l'intera dichiarazione:

### Biografia dei tre testimoni
- Oliver Hervy Pliny Cowdery (3 ottobre 1806 - 3 marzo 1850) fu il principale aiutante di Joseph Smith nella traduzione del Libro di Mormon dalle tavole d'oro e nella organizzazione della chiesa. Ricevette il sacerdozio insieme a Smith e fu chiamato il secondo Anziano; secondo solo a Joseph Smith. Oltre a servire da consigliere a Joseph Smith, fu uno dei tre testimoni del Libro di Mormon e uno dei primi Apostoli della chiesa. Il 12 aprile del 1838 a causa di aspri disaccordi con Joseph Smith fu scomunicato. Non rinnegò mai la testimonianza del Libro di Mormon anche quando ne avrebbe potuto trarre profitto. Nel 1848, quattro anni dopo il martirio di Joseph Smith, si ripresentò alla Chiesa di Gesù Cristo dei Santi degli Ultimi Giorni, che nel frattempo si era spostata nelle Montagne Rocciose, dove fu riammesso e ribattezzato.
- Martin Harris (18 maggio 1783 –10 luglio 1875) servì da primo scriba nell'opera di traduzione del Libro di Mormon. A causa sua le prime 116 pagine manoscritte della traduzione del Libro di Mormon furono perse. In seguito ipotecò la sua fattoria per prestare i soldi a Joseph Smith per la prima pubblicazione delle 5000 copie del Libro di Mormon. Finì per perdere la proprietà della fattoria, poiché non si riuscì a vendere le 5000 copie nel tempo previsto. Fu uno dei tre testimoni del Libro di Mormon e uno dei primi Apostoli della chiesa. Nel 1837 fu scomunicato, a causa dei dissidi causati dal fallimento della banca Kirtland Safety Society, ma non rinnegò mai la sua testimonianza. Nel 1870 ritornò in comunione con la Chiesa di Gesù Cristo dei Santi degli Ultimi Giorni.
- David Whitmer (7 gennaio 1805 – 25 gennaio 1888) fu uno degli originali sei membri della Chiesa di Gesù Cristo dei Santi degli Ultimi Giorni quando questa fu organizzata il 6 aprile del 1830. Ebbe importanti incarichi di leadership nella Chiesa. Fu uno dei tre testimoni del Libro di Mormon. Nel 1837 a causa dei dissidi sorti in seguito al fallimento della banca Kirtland Safety Society fu scomunicato. Costituì insieme ad altri dissidenti una propria chiesa mormone. David Whitmer, pur senza mai far ritorno alla Chiesa mormone, scrisse nel 1881 un opuscolo che smentiva le dichiarazioni apparse nell'Enciclopedia Americana e nell'Enciclopedia Britannica, secondo cui i tre testimoni avevano rinnegato la loro dichiarazione solenne sull'origine divina del Libro di Mormon. "Voglio dire", egli scrisse, "che mai in nessun momento l'ho rinnegata, nemmeno in parte. Attesto inoltre che neppure O. Cowdery e M. Harris hanno mai in nessun momento ritrattato la loro dichiarazione in proposito" (Opuscolo, Richmond, Missouri, 19 marzo 1881).

## Gli otto testimoni

### Testimonianza nelLibro di Mormon
Più tardi lo stesso Joseph Smith mostrò le tavole ad altre otto persone. Anch'essi testimoniarono di aver visto le tavole d'oro dalle quali si sarebbe tradotto il Libro di Mormon. La loro testimonianza nel Libro di Mormon segue quella dei tre testimoni ed è intitolata: "La Testimonianza di Otto Testimoni". Quanto segue è l'intera dichiarazione:

### Gli otto testimoni
| Nome              |  | Data di nascita   | Luogo di nascita                       | Età al tempo in cui videro le tavole | Mestiere           | Morte                                                              |
| ----------------- |  | ----------------- | -------------------------------------- | ------------------------------------ | ------------------ | ------------------------------------------------------------------ |
| Christian Whitmer |  | 18 gennaio 1798   | Harrisburg, Pennsylvania               | 31 anni                              | Calzolaio          | 27 novembre 1835 Clay County, Missouri. Rimase fedele alla Chiesa  |
| Jacob Whitmer     |  | 27 gennaio 1800   | Harrisburg, Pennsylvania               | 29 anni                              | Calzolaio          | 21 aprile 1856 Richmond, Missouri                                  |
| Peter Whitmer     |  | 27 settembre 1800 | Fayette, New York                      | 19 anni                              | Sarto Agricoltore  | 22 settembre 1836 Clay County, Missouri. Rimase fedele alla Chiesa |
| John Whitmer      |  | 27 agosto 1809    | Harrisburg, Pennsylvania               | 26 anni                              | Agricoltore        | 11 luglio 1878 Far West, Missouri                                  |
| Hiram Page        |  | 1800              | Vermont                                | 29 anni                              | Medico Agricoltore | 12 agosto 1852 Excelsior Springs, Missouri                         |
| Joseph Smith Sr.  |  | 12 luglio 1771    | Topsfield, Essex County, Massachusetts | 57 anni                              | Agricoltore        | 14 settembre 1840 Nauvoo, Illinois. Rimase fedele alla Chiesa      |
| Hyrum Smith       |  | 9 febbraio 1800   | Tunbridge, Vermont                     | 29 anni                              | Agricoltore        | 27 giugno 1844 Carthage, Illinois. Rimase fedele alla Chiesa       |
| Samuel H. Smith   |  | 13 marzo 1808     | Tunbridge, Vermont                     | 21 anni                              | Agricoltore        | 27 luglio 1844 Nauvoo, Illinois. Rimase fedele alla Chiesa         |

## La questione della attendibilità
Tutti i testimoni erano persone rispettate e conosciute nell'ambito della loro comunità di residenza come persone oneste e degne di fiducia.
Tutti e tre i testimoni del primo gruppo e tre del secondo lasciarono in seguito la chiesa, anche se poi Martin Harris e Oliver Cowdery vi rientrarono. La questione dell'attendibilità di queste testimonianze è stata discussa: secondo alcune obiezioni gli stessi testimoni non sarebbero particolarmente attendibili, in quanto si tratta di coloro che avrebbero assistito Joseph Smith nella traduzione, di membri di un'unica famiglia che lo aveva ospitato durante la sua opera di traduzione, o ancora di suoi stessi parenti.

## Altri testimoni
Da diversi documenti storici, risulta che oltre ai Tre e agli Otto Testimoni, poche altre persone videro le tavole d'oro di cui il Libro di Mormon sarebbe la traduzione.